# Goris
Goris (Armeens: Գորիս) is een stad in de provincie Sjoenik in het zuiden van Armenië. De stad ligt op ongeveer 240 kilometer van de Armeense hoofdstad Jerevan en 70 kilometer van de provinciehoofdstad Kapan. De stad heeft in 2009 ongeveer 21 900 inwoners.
Goris is gelegen in een dal tussen groene heuvels, met indrukwekkende rotsformaties en (bewoonde) grotten. De stad beschikt over enkele architecturale meesterwerken. De oude gebouwen hebben het hier gehaald van de monotone Sovjet-Russische bouwwerken die op de meeste andere Armeense plaatsen overheersen.
Goris is beroemd om de middeleeuwse rotswoningen die in de zachte rotsen zijn uitgehouwen. In de stad bevindt zich het Axel Bakuntsmuseum, gewijd aan een van de grootste Armeense dichters die in de gevangenis stierf omwille van zijn nationalistische gevoelens. Er is ook een regionaal museum.
Niet ver van Goris, aan het begin van de weg naar Khndzoresk is er een huis van een melik uit de achttiende eeuw. Verder is er ook een moderne kerk in Goris.
Goris staat bekend om zijn fruitwodka's.

## Geboren in Goris
- Axel Bakunts, schrijver
- Sero Khanzadyan, schrijver

## Sport
- Zankezour Goris, voetbalclub